# Cobitis kurui
Cobitis kurui là một loài cá vây tia thuộc họ Cobitidae.
Loài này chỉ có ở Thổ Nhĩ Kỳ.
Môi trường sống tự nhiên của chúng là sông ngòi.
Chúng hiện đang bị đe dọa vì mất môi trường sống.